# Liste der Monuments historiques in Aincourt
Die Liste der Monuments historiques in Aincourt führt die Monuments historiques in der französischen Gemeinde Aincourt auf.

## Liste der Bauwerke
| Bezeichnung                           | Beschreibung | Standort                 | Kennzeichnung | Schutzstatus | Datum | Bild           |
| ------------------------------------- | ------------ | ------------------------ | ------------- | ------------ | ----- | -------------- |
| Kirche St-Martin                      |              | (Lage)                   | PA00079973    | Inscrit      | 1939  | weitere Bilder |
| Maison forte de la ferme du Colombier |              | 19, rue d’Arthies (Lage) | PA95000014    | Inscrit      | 2003  | weitere Bilder |
| Sanatorium                            |              | (Lage)                   | PA95000005    | Inscrit      | 1999  | weitere Bilder |

## Liste der Objekte

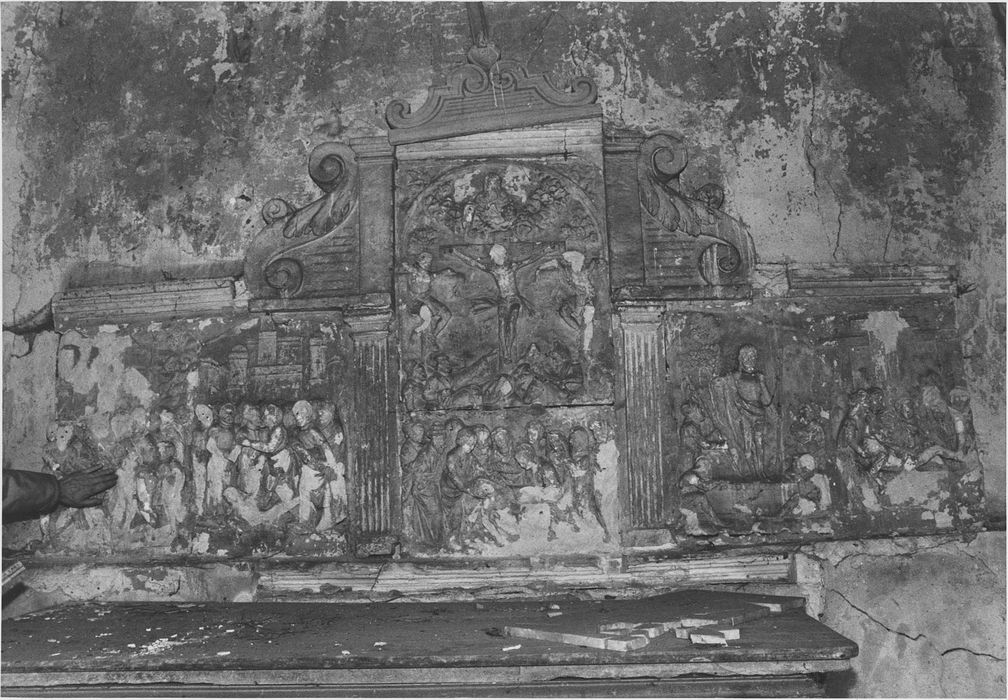
Retabel in der Kapelle St-Sauveur

- Monuments historiques (Objekte) in Aincourt in der Base Palissy des französischen Kultusministeriums